# Daniil Davydov
Daniil Andreevič Davydov (in russo Даниил Андреевич Давыдов?; Kamyšlov, 23 gennaio 1989) è un giocatore di calcio a 5 russo.

## Carriera
Davydov ha debuttato nella nazionale russa il 5 dicembre 2010 durante l'amichevole vinta per 7-4 contro il Giappone, realizzando inoltre la sua prima rete. Il 17 gennaio 2022 viene incluso nella lista definitiva dei convocati della Russia per il campionato europeo 2022.

## Palmarès

### Competizioni nazionali
- Campionato russo: 3
Gazprom Jugra: 2014-15, 2017-18, 2021-22
- Coppa di Russia: 5
Gazprom Jugra: 2011-12, 2015-16, 2017-18, 2018-19, 2020-21

### Competizioni internazionali
- Coppa UEFA: 1
Gazprom Jugra: 2015-16